# Нойкірхен-Флюн
Нойкірхен-Флюн (нім. Neukirchen-Vluyn, ([-flyːn])) — місто в Німеччині, знаходиться в землі Північний Рейн-Вестфалія. Підпорядковується адміністративному округу Дюссельдорф. Входить до складу району Везель.
Площа — 43,48 км2. Населення становить 27 532 ос. (станом на 31 грудня 2020).